# Parque científico e industrial de Hsinchu

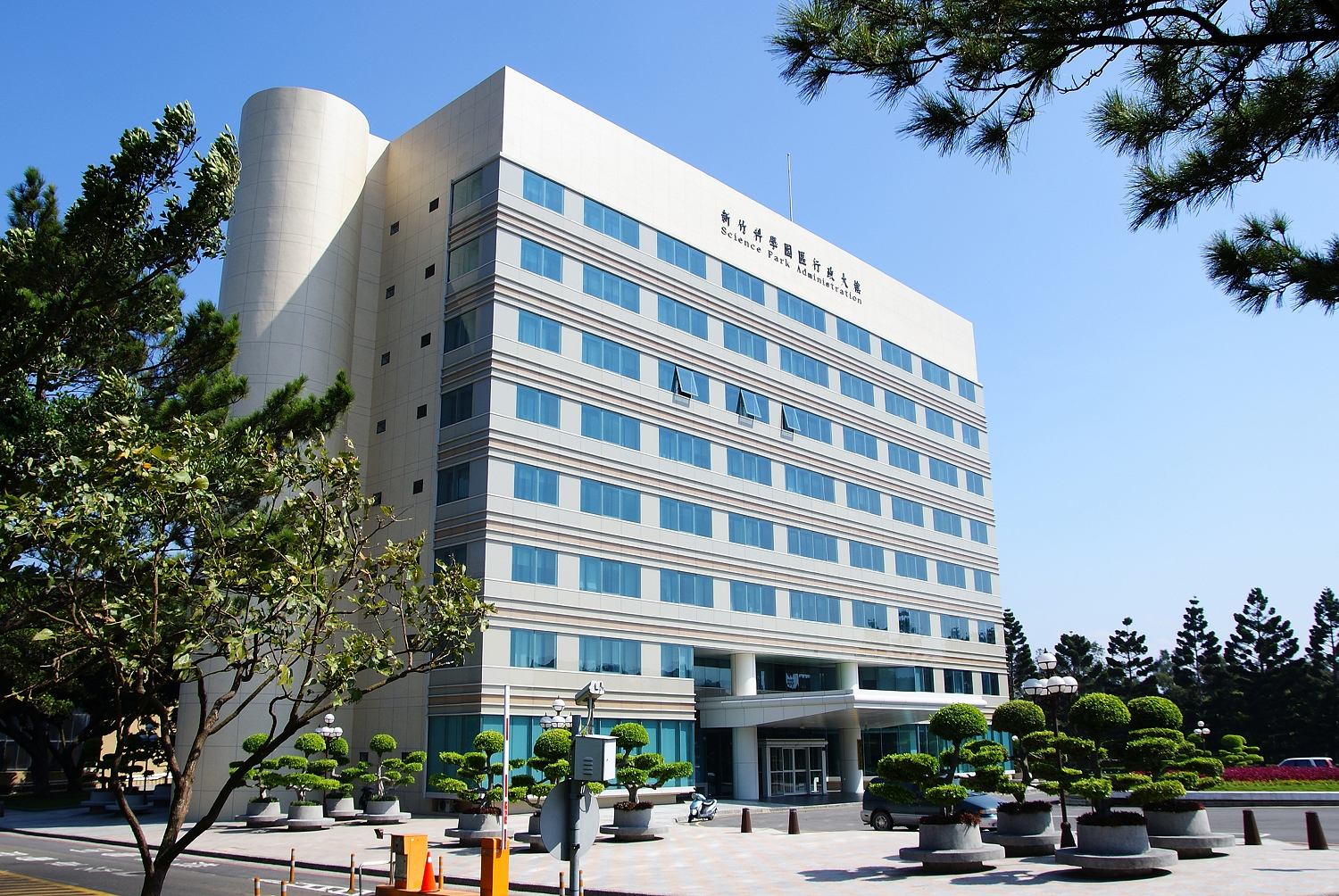
Edificio administrativo del Parque científico e industrial de Hsinchu

El Parque científico e industrial de Hsinchu (en chino: 新竹科學工業園區) es un parque industrial establecido por el gobierno de la República de China (Taiwán) el 15 de diciembre de 1980 con inversiones procedentes del Kuomintang. Se encuentra en Hsinchu y en el Condado de Hsinchu en la isla de Taiwán.
Fue fundado por Kwoh-Ting Li, antiguo Ministro de Finanzas de la República de China. Inspirado por Silicon Valley en Estados Unidos, Li consultó a Frederick Terman sobre cómo Taiwán podía seguir su ejemplo. A partir de ahí, Li convenció a algunos talentos que se habían ido al extranjero para construir compañías en este nuevo Silicon Valley en Taiwán. Entre los que regresaron está Morris Chang, quien más tarde dirigiría el Industrial Technology Research Institute (ITRI) y fundó TSMC. Li también introdujo el concepto de capital riesgo en el país en un esfuerzo para atraer fondos para financiar las nuevas empresas en el parque científico.

## Principales empresas ubicadas en el parque
- Acer Inc.
- Alpha Networks Inc.
- AU Optronics
- D-Link
- Chimei Innolux
- Elan Microelectronics Corporation
- Holtek
- Lite-On
- Logitech
- Macronix International (MXIC)[1]
- MediaTek
- Microtek
- MiTAC
- MStar Semiconductor
- MA-tek Inc.
- Optodisc
- Philips
- Powerchip Semiconductor (PSC)[2]
- ProMos Technologies[3]
- Realtek
- Sunplus
- Silicon Integrated Systems
- Tecom - Tecom Co., Ltd
- TSMC - Taiwan Semiconductor Manufacturing Company Ltd.
- United Microelectronics Corporation
- Vanguard International Semiconductor Corporation
- Winbond
- ZyXEL[4]